# Paifang, Feidong
Paifang (kinesiska: 牌坊) är en socken i östra Kina. Den ligger i Feidong härad i staden Hefei i provinsen Anhui,  omkring 21 kilometer nordost om provinshuvudstaden Hefei. Antalet invånare är 29748. Befolkningen består av 14 002 kvinnor och 15 746 män. Barn under 15 år utgör 16,0 %, vuxna 15-64 år 69 %, och äldre över 65 år 14,0 %. Paifang är en etnisk minoritetssocken för huifolket och manchuer. 